# Louis Augustin Guillaume Bosc
Louis Augustin Guillaume Bosc (ur. 29 stycznia 1759 w Paryżu,  zm. 10 lipca 1828 w Paryżu) – francuski przyrodnik.

## Życiorys
Jego ojciec był chemikiem i lekarzem. Louis Bosc uczył się w College of Dijon. W wieku osiemnastu lat zaczął uczęszczać na wykłady z historii naturalnej w Garden of the King, gdzie poznał wybitnych francuskich przyrodników, takich jak Buffon i Jussieu. Dzięki nim zyskał szerokie spojrzenie na świat przyrody, a jego zainteresowania rozciągały się od roślin po zoologię kręgowców i bezkręgowców. W Garden of the King stał się także przyjacielem botanika-ogrodnika André Michaux.
Brał aktywny udział w rewolucji francuskiej. Chcąc uniknąć zawirowań w porewolucyjnej Francji, Bosc postanowił odwiedzić Michaux mieszkającego niedaleko Charleston w Południowej Karolinie. Liczył na zebranie zbiorów biologicznych, a także  na powołanie na stanowisko konsula francuskiego w Stanach Zjednoczonych. Bosc wraz z czternastoletnim synem przybyli do Charleston w październiku 1796 roku. Na miejscu okazało się, że Michaux wyjechał do Francji. Bez perspektyw współpracy z Michaux, Bosc musiał sam sobie poradzić i zająć się gromadzeniem okazów historii naturalnej. Często podróżował po lasach i bagnach niedaleko Charleston i przesyłał swoim kolegom z Muséum d’Histoire Naturelle w Paryżu okazy i opisy ssaków, ptaków, gadów, płazów, ryb, owadów, robaków, mięczaków i roślin.
Bosc wrócił do Paryża w 1798 r. W następnym roku poślubił swoją kuzynkę Suzanne Bosc. W 1825 roku został profesorem w Muséum d’Histoire Naturelle. Zmarł w Paryżu 10 lipca 1828 r.

## Praca naukowa
Bosc był ważną postacią w swoich czasach. Był znakomitym przyrodnikiem, który poświęcił się pracy naukowej bez myśli o osobistych korzyściach. W 1784 r. opublikował swój pierwszy artykuł naukowy. Był to opis nowego rodzaju owadów. Na początku lat 90. XVIII wieku kontynuował publikowanie notatek o owadach, mięczakach, ptakach i roślinach. Wśród jego odkryć dokonanych w okresie pobytu w USA były cztery gatunki żab, w tym rzekotka drzewna, trzy żółwie i jeden gatunek jaszczurki. Zebrał również trzy nowe gatunki ryb w porcie Charleston i wiele nowych gatunków bezkręgowców. Nadane przez niego nazwy czternastu z nich są nadal aktualne. Wśród jego licznych publikacji najważniejsza była wydana w 1802 r. dziesięciotomowa praca na temat historii naturalnej robaków, mięczaków i skorupiaków.
W naukowych nazwach opisanych przez Bosca taksonów dodawane jest jego nazwisko Bosc.